# نادي سكا خاباروفسك
نادي سكا خاباروفسك هو نادي كرة قدم روسي من مدينة خاباروفسك يلعب حالياً في الدوري الوطني الروسي لكرة القدم،تأسس النادي في 1946.